# Fernando Álvarez de Toledo, 3:e hertig av Alba
Fernando Álvarez de Toledo y Pimentel, född 29 oktober 1507 i Piedrahíta i Spanien, död 11 december 1582 i Lissabon i Portugal, var en spansk statsman och militär. Han var hertig av Alba (den tredje i ordningen) från 1531, då han efterträdde sin far Fadrique Álvarez de Toledo.

## Biografi
Fernando Álvarez de Toledo var ståthållare över Nederländerna mellan 1567 och 1573, sedan han 1567 hade sänts dit för att kuva oroligheterna i samband med den så kallade Beeldenstorm. Han gick hänsynslöst till väga och avkunnade genom sin ”blodsdomstol” närmare 2 000 dödsdomar på fyra år.
Oppositionen mot hans grymheter och den tunga beskattningen han införde resulterade i en folkresning som han inte kunde kuva. Han hemkallades 1573, föll i onåd men deltog i erövringen av Portugal 1580.
Fernando Álvarez de Toledo tillskrivs uppfinningen av förtöjningsanordningen dykdalb (av Duc d'Albe, 'hertigen av Alba').